# Зайковский район
Зайковский район — административно-территориальная единица в составе Свердловской области РСФСР, существовавшая в 1941—1962 годах. Административный центр — село Зайково.
Зайковский район был образован 4 марта 1941 года. В его состав были переданы следующие территории:
- из Егоршинского района: рабочий посёлок Красногвардейский, Аникинский, Анохинский, Антоновский, Бичурский, Боярский, Горкинский, Килачевский, Крутихинский, Лаптевский, Лебедкинский, Першинский, Пьянский, Стриганский, Шмаковский и Якшинский сельсоветы;
- из Ирбитского района: Белослудский, Кочевский, Осинцевский, Ретневский, Речкаловский, Симановский, Скородумский, Худяковский и Чернорицкий сельсоветы.

В 1944 году из Зайковского района в новый Коптеловский район был передан Бичурский сельсовет.
В 1954 году Симановский сельсовет был присоединён к Речкаловскому, Чернорицкий — к Белослудскому, Лаптевский — к Крутихинскому, Анохинский — к Першинскому, Аникинский — к Стриганскому, Шмаковский — к Якшинскому, Лебедкинский — к Антоновскому.
В 1957 году Бичурский сельсовет был возвращён из Коптеловского района в Зайковский.
В 1958 году был упразднён Речкаловский сельсовет, а его территория разделена между Скородумским и Худяковским сельсоветами.
В 1959 году Антоновский сельсовет был переименован в Лебедкинский.
В 1960 году Белослудский сельсовет был присоединён к Килачевскому сельсовет. Боярский, Бичурский и Лебедкинский сельсовет и рабочий посёлок Красногвардейский были переданы в Егоршинский район. Худяковский сельсовет переименован в Зайковский.
В 1961 году Пьянковский сельсовет был присоединён к Кочевскому сельсовету. Был упразднён Скородумовский сельсовет, а его территория разделена между Зайковским и новообразованным Речкаловским сельсоветами (к которому также была присоединена часть Зайковского сельсовета).
28 апреля 1962 года Зайковский район был упразднён, а его территория включена в Ирбитский район.